# Anisocentropus fijianus
Anisocentropus fijianus är en nattsländeart som beskrevs av Banks 1936. Anisocentropus fijianus ingår i släktet Anisocentropus och familjen Calamoceratidae. Inga underarter finns listade i Catalogue of Life.